# Аль-Садд (футбольный клуб)
«Аль-Садд» (араб. نادي السد القطري‎) — катарский профессиональный футбольный клуб из города Доха, самый титулованный клуб Катара. В спортивное общество «Аль-Садд», помимо футбольного клуба, входят команды по баскетболу, волейболу, гандболу, лёгкой атлетике и настольному теннису. Футбольный клуб основан в 1969 году, свои домашние матчи проводит на стадионе имени Джассима бин Хамада.

## История

### 1969—1980. Основание
Основателями клуба «Ас-Садд» стали одиннадцать студентов старшей школы, особо отличившихся в игре в футбол. Самым старшим из них было всего 17 лет. Отказавшись играть в других клубах, они решили создать собственный. Четверо из них обратились к шейху Хасему бин Хамаду Аль Тани, министру по делам молодежи и спорта Катара. Он выполнил их просьбу, в результате был образован спортивный клуб «Ас-Садд». В сезоне 1966/67 был распущен клуб «Аль-Ахрар», в результате чего многие игроки перешли в новую команду. В первый год существования «Ас-Садда» роль тренеры выполнял отец одного из основателей, Хамад бин Мубарак Аль-Аттия. Тренировки проходили на футбольном поле местной средней школы.
В сезоне 1971/72 клуб выиграл свой первый чемпионский титул. Однако официальное признание чемпионат Катара получил лишь через год. Таким образом, первый официальный чемпионский титул «Ас-Садд» оформил лишь в сезоне 1973/74. В 70-х и 80-х годах «Ас-Садд» доминировал в катарском футболе наряду с «Аль-Араби» и «Эр-Райяном», часто побеждая в чемпионате и Кубке эмира Катара. Первым профессиональным игроком в истории «Ас-Садда» стал суданский нападающий Юсеф Саад, который играл за клуб с момента его создания. В 1974 году в стан «Ас-Садда» перешло 14 игроков, в том числе такие мастера, как Мубарак Амбер и Хассан Маттар, а также главный тренер Хасан Осман из клуба «Аль-Истикляль» (ныне «Катар СК»), что вызвало сильное противодействие со стороны президента «Аль-Истикляль» Хамада бин Сухейма. Однако в то время не существовало формальной процедуры оформления трансферов, в связи с чем возмущение клуба «Аль-Истикляль» было необоснованно. Эти переходы стали важным фактором, обусловившим победу в кубке в 1975 году. В финальном матче, вызвавшем много споров, со счетом 4:3 был побежден «Аль-Ахли». Дубль в том матче оформил Юсеф Саад.
Первый в истории Кубок шейха Джасима «Ас-Садд» выиграл в 1977/78, после чего успешно защищал титул в течение еще двух лет. В сезоне 1978/79 клуб оформил свой первый золотой дубль, выиграв одновременно чемпионат и суперкубок.

### 1980—2000. Первый международный успех
В сезоне 1981/82 под руководством Хасана Османа «Ас-Садд» выиграл Кубок эмира и Кубок шейха Джасима. В этот период лучшими бомбардирами лиги были игроки «Ас-Садда» Бадр Биляль и Хасан Маттар. «Ас-Садду» также удалось установить рекорд Кубка эмира, победив в финале «Аш-Шамаль» со счетом 16:2. В сезоне 1986/87 клуб был близок к треблу, но проиграл в финале Кубка эмира «Аль-Ахли» со счетом 0:2. В 1988 году «Ас-Садд» впервые победил в Азиатском клубном чемпионате. Команда заняла первое место в своей группе, а в финале встретилась с иракским «Ар-Рашидом». «Ас-Садд» победил благодаря правилу выездного гола, таким образом став первым арабским клубом, которому удалось одержать победу в азиатском клубном первенстве. Победоносная команда в основном состояла из местных игроков, единственными легионерами были ливанец Васеф Суфи и иранец Амир Галеноеи; при этом последний не принимал участия в финале из-за ирано-иракской войны. В дополнение к победе в Азиатском клубном чемпионате «Ас-Садд» в том сезоне выиграл Кубок шейха Джасима и национальный чемпионат. «Ас-Садд» также стал первой командой, сыгравшей в Иране после завершения ирано-иракской войны. В 1990 году «Ас-Садд» сыграл в матче Азиатского клубного чемпионата в Тегеране, проиграв местному «Эстеглялю» со счетом 0:1. В 1990-е годы Аль Садд переживал спад, не выиграв ни одного сезона в лиге. Единственными трофеями в этот период стали Кубок Наследного принца Катара в 1998 году, а также Кубок чемпионов Персидского залива в 1991 году.

### 2000—2010. Новое столетие и новые возможности
В 2006 году тренером стал Хорхе Фоссати, которому удалось сделать золотой покер, выиграв четыре трофея в один сезон. В 2007 году был подписан многообещающий нападающий Мауро Сарате.

### 2010—2012. Второй период Фоссати
После чемпионата мира по футболу в ЮАР клуб усилился некоторыми из его участников: были подписаны кореец Ли Джон Су, алжирец Надир Бельхадж и ивуариец Кадер Кейта. Летом 2011 года в команду перешел нападающий сборной Сенегала Мамаду Ньянг. С этим составом команда снова выиграла Лигу чемпионов АФК.

## Достижения
- Чемпион Катара (16): 1970/71, 1973/74, 1978/79, 1979/80, 1980/81, 1986/87, 1987/88, 1988/89, 1999/00, 2003/04, 2005/06, 2006/07, 2012/13, 2018/2019, 2020/2021, 2021/2022[2].
- Обладатель Кубка эмира Катара (17): 1975, 1977, 1982, 1985, 1986, 1988, 1991, 1994, 2000, 2001, 2003, 2005, 2007, 2014, 2015,  2017,  2020
- Обладатель Кубка шейха Джасима (15): 1977, 1978, 1979, 1981, 1985, 1986, 1988, 1990, 1997, 1999, 2001, 2006, 2014, 2017, 2019
- Обладатель Кубка наследного принца (8): 1998, 2003, 2006, 2007, 2008, 2017, 2020, 2021
- Обладатель Кубка Q-лиги (2): 2010, 2020
- Победитель Лиги чемпионов АФК (2): 1988, 2011
- Обладатель Клубного кубка чемпионов Персидского залива: 1991
- Победитель Арабской лиги чемпионов: 2001
- Бронзовый призёр Клубного чемпионата мира: 2011

## Текущий состав
| №  |                       | Поз. | Имя                   | Год рождения |
| -- | --------------------- | ---- | --------------------- | ------------ |
| 1  | Флаг Катара           | Вр   | Саад аль-Шиб          | 1990         |
| 2  | Флаг Катара           | Защ  | Педру Мигел           | 1990         |
| 3  | Флаг Катара           | Защ  | Абдулкарим Хассан     | 1993         |
| 4  | Флаг Катара           | ПЗ   | Ахмед Сайяр           | 1993         |
| 5  | Флаг Республики Корея | ПЗ   | Чон У Ён              | 1989         |
| 7  | Флаг Катара           | Защ  | Мусаб Хедер           | 1993         |
| 8  | Флаг Катара           | ПЗ   | Али Асад              | 1993         |
| 10 | Флаг Катара           | Нап  | Хассан Хайдос         | 1990         |
| 11 | Флаг Алжира           | Нап  | Багдад Бунеджах       | 1991         |
| 12 | Флаг Катара           | Защ  | Хамид Исмаил          | 1986         |
| 13 | Флаг Катара           | Защ  | Ибрагим Маджид        | 1990         |
| 15 | Флаг Катара           | ПЗ   | Тарек Салман          | 1997         |
| 16 | Флаг Катара           | Защ  | Буалем Хухи           | 1990         |
| 17 | Флаг Катара           | Нап  | Хассан Ахмад          | 1998         |
| 18 | Флаг Катара           | Нап  | Абдулазиз аль-Джалаби | 1997         |
| 19 | Флаг Катара           | Защ  | Хуссейн Бахзад        | 1998         |
| 19 | Флаг Катара           | Защ  | Ахмед аль-Хамавенде   | 1999         |

| №  |              | Поз. | Имя              | Год рождения |
| -- | ------------ | ---- | ---------------- | ------------ |
| 20 | Флаг Катара  | ПЗ   | Салем аль-Хаджри | 1996         |
| 21 | Флаг Катара  | Вр   | Сауд аль-Хаджири | 1986         |
| 22 | Флаг Катара  | Вр   | Мешал Баршим     | 1998         |
| 26 | Флаг Ливии   | ПЗ   | Аладин Юнес      | 1996         |
| 30 | Флаг Катара  | Вр   | Мохамед Сакр     | 1981         |
| 30 | Флаг Катара  | Вр   | Джихад Мохаммед  | 2000         |
| 34 | Флаг Катара  | Защ  | Хатим Камал      | 1997         |
| 65 | Флаг Катара  | ПЗ   | Баха аль-Лити    | 1999         |
| 66 | Флаг Катара  | Защ  | Яссир Абубакар   | 1992         |
| 70 | Флаг Марокко | Нап  | Хамза Санхажи    | 1994         |
| 73 | Флаг Катара  | ПЗ   | Мухаммед Джадуа  | 1999         |
| 73 | Флаг Катара  | ПЗ   | Гассан Вахид     | 1997         |
| 78 | Флаг Катара  | Нап  | Акрам Афиф       | 1996         |
| 87 | Флаг Катара  | Нап  | Сауд Ибрахим     | 1998         |
|    | Флаг Катара  | ПЗ   | Аюп Машор        | 1995         |
|    | Флаг Катара  | ПЗ   | Али Хуссейн      | ?            |
|    | Флаг Испании | ПЗ   | Сантьяго Касорла | 1984         |

## Тренеры
- Джемалудин Мушович (1994—1995, 1999—2000, 2008—2009)
- Рене Мёленстен (2000—2001)
- Лука Перузович (2002—2004)
- Бора Милутинович (2004—2005)
- Хорхе Фоссати (2006—2007, 2010—2012)
- Эмерсон Леао (2008)
- Космин Олэрою (2009—2010)
- Хуссин Амута (2012—2015)
- Жезуалду Феррейра (2015—2019)
- Хави (2019—2021)
- Хавьер Грасия (2021—2022)
- Хуанма Лильо (2022—н.в.)